# 岡山県道33号新見川上線
岡山県道33号新見川上線（おかやまけんどう33ごう にいみ かわかみせん）は、岡山県新見市から高梁市川上町に至る県道（主要地方道）である。

## 概要
全線が第2次緊急輸送道路に指定されている。

### 路線データ
- 起点 : 岡山県新見市正田
- 終点 : 岡山県高梁市川上町領家
- 路線延長 : 実延長 31.5 km [1]
- 車線数 : 1.5 〜 2車線
- 道路管理者 : 岡山県備中県民局 新見地域事務所、高梁地域事務所
- 交通管理者 : 岡山県警察 新見警察署、高梁警察署

## 歴史
- 1993年（平成5年）5月11日 - 建設省から、県道新見川上線が新見川上線として主要地方道に指定される[3]。
- 2004年（平成16年）
  - 10月1日、沿線にあった川上郡成羽町・備中町・川上町が高梁市 (旧)、上房郡有漢町とともに1市4町で対等合併をし、高梁市を発足。
- 2005年（平成17年）
  - 3月31日、沿線にあった新見市 (旧) と阿哲郡哲多町が阿哲郡大佐町・神郷町・哲西町とともに1市4町で対等合併をし、新見市を発足。
- 2012年（平成24年）
  - 12月15日、正田トンネルが貫通[4]。
- 2014年（平成26年）
  - 2月22日15時、岡山県告示第81号により新見市石蟹 - 新見市哲多町花木[注 1]の新道が供用開始。これにより正田トンネルを含む 1.1 kmの新道が開通[6][7]。
  - 10月17日、岡山県告示531号により新見市石蟹 - 新見市哲多町花木のダブルウェイが解消[8]。これにより正田トンネルを経由するルートに一本化。
- 2024年（令和6年）3月29日 - 岡山県道50号北房井倉哲西線の経路変更に伴い、本路線との重複区間を変更[9]。

## 路線状況

### 重複区間
- 岡山県道50号北房井倉哲西線（新見市哲多町老栄 - 新見市哲多町矢戸）

### 道路施設

#### 主な橋梁
正田橋 （新見市正田 - 新見市石蟹）
延長 100 m、幅員 10.8 m、高梁川に架かる。
田原橋 （高梁市備中町東油野 - 高梁市備中町平川）
延長 126 m、幅員 9.3 m、成羽川に架かる。

#### トンネル
正田トンネル （新見市石蟹 - 新見市哲多町花木）
延長 943 m、幅員 7 m （有効幅員 6 m） 。
二本木トンネル （高梁市成羽町坂本 - 高梁市成羽町中野）
備中トンネル （高梁市備中町平川）

### 並行する旧街道
- 旧 吹屋往来

## 地理

### 通過する自治体
- 新見市
- 高梁市

### 交差する道路
| 交差する道路                                      | 市町村名 | 交差する場所     | 交差する場所        |
| ------------------------------------------------- | -------- | ---------------- | ------------------- |
| 国道180号                                         | 新見市   | 正田（）         | 正田交差点 / 起点   |
| 岡山県道441号下神代哲多線                         | 新見市   | 哲多町宮河内（） |                     |
| 岡山県道157号哲多哲西線                           | 新見市   | 哲多町本郷       |                     |
| 岡山県道475号本郷石蟹線                           | 新見市   | 哲多町本郷       |                     |
| 岡山県道50号北房井倉哲西線 重複区間起点           | 新見市   | 哲多町老栄（）   |                     |
| 岡山県道50号北房井倉哲西線 重複区間終点           | 新見市   | 哲多町矢戸       |                     |
| 岡山県道85号高梁坂本線                            | 高梁市   | 成羽町坂本       |                     |
| 岡山県営広域営農団地農道備中中部地区 / かぐら街道 | 高梁市   | 成羽町中野       |                     |
| 岡山県道438号西山布寄線                           | 高梁市   | 成羽町布寄（）   |                     |
| 広島県道・岡山県道107号奈良備中線                 | 高梁市   | 備中町東油野     |                     |
| 岡山県道437号下郷惣田線                           | 高梁市   | 備中町平川       |                     |
| 岡山県道・広島県道106号布賀油木線                 | 高梁市   | 備中町布賀（）   |                     |
| 岡山県道435号宇治長屋線                           | 高梁市   | 備中町長屋       |                     |
| 国道313号                                         | 高梁市   | 川上町領家       | 手川橋交差点 / 終点 |

### 沿線にある施設など
- 吹屋ふるさと村
  - 西江邸（高梁市成羽町坂本）
- 成羽川
  - 新成羽川ダム（高梁市備中町西油野・平川）